# Korosteňský rajón
Korosteňský rajón (ukrajinsky Коростенський район) je rajón v Žytomyrské oblasti na Ukrajině. Hlavním městem je Korosteň a rajón má přibližně 251 tisíc obyvatel.

## Města v rajónu
- Korosteň
- Malyn
- Olevsk
- Ovruč